# Рибоциці
Рибоциці (пол. Rybocice, нім. Reipzig) — село в Польщі, у гміні Слубіце Слубицького повіту Любуського воєводства.
Населення — 207 осіб (2011).
У 1975-1998 роках село належало до Гожовського воєводства.

## Демографія
Демографічна структура станом на 31 березня 2011 року:
|          | Загалом | Допрацездатний вік | Працездатний вік | Постпрацездатний вік |
| -------- | ------- | ------------------ | ---------------- | -------------------- |
| Чоловіки | 103     | 19                 | 76               | 8                    |
| Жінки    | 104     | 26                 | 61               | 17                   |
| Разом    | 207     | 45                 | 137              | 25                   |